# МКС-5
МКС-5 — п'ятий довготривалий екіпаж Міжнародної космічної станції. Екіпаж працював на борту МКС з 7 червня по 2 грудня 2002 року.
Під час п'ятої експедиції були прийняті два шаттли за програмами STS-112 та STS-113, які доставили секції S1 і P1 Основної ферми; прийняті і розвантажені ТКГ «Прогрес М-46» і «Прогрес М1-9»; прийнята 4-та російська експедиція відвідування (на кораблі «Союз ТМА-1»); продовжені наукові дослідження за російською і американською програмами; по закінченні станція була передана екіпажу 6-ї основної експедиції.

## Екіпаж
- (Роскосмос): Валерій Корзун (2)[2] — командир, пілот
- (НАСА): Пеггі Вітсон (1) — бортінженер-1
- (Роскосмос): Сергій Трещев (1) — бортінженер-2[3]

### Дублюючий екіпаж
- (Роскосмос): Олександр Калері — командир
- (Роскосмос): Дмитро Кондратьєв — пілот, бортінженер[4]
- (НАСА): Скотт Келлі — бортінженер[5]

## Параметри польоту
- Нахил орбіти — 51,6°
- Період обертання — 92,0 хв
- Перигей — 384 км
- Апогей — 396 км

## Виходи в космос
- 16 серпня, тривалість 4:00 25 хвилин — астронавти Валерій Корзун і Пеггі Вітсон. Перенесення з гермоадаптера (ГА) PMA-1 і монтаж на службовий модуль (СМ) «Зірка» шести додаткових протиосколкові панелей[6].
- 26 серпня, тривалість 5 годин 21 хвилина — космонавти Валерій Корзун і Сергій Трещев. Зняття панелі № 1 апаратури MPAC & SEED, заміна апаратури «Кромка-1» на «Кромка-2» і монтаж антен РЛС WA1 і WA2 (перша і друга антени системи радіоаматорського зв'язку РЛС або ARISS (від англ. Amateur Radio on the International Space Station)).